# Rose Dunn
Rose Dunn, dite Rose of Cimarron, née le 5 septembre 1878 à Cowley, dans le Kansas, et morte le 11 juin 1955 à Salkum, dans l'État de Washington, est une personnalité américaine de la fin de l'histoire de la conquête de l'Ouest. Elle est restée dans les mémoires pour sa beauté et pour sa liaison amoureuse avec le hors-la-loi George Newcomb (en).

## Au cinéma
Elle a été incarnée par Ruth Roman dans Belle Starr's Daughter (en), où elle présentée de façon romancée comme la fille de Belle Starr.